# Carmen Pardo Salgado
Carmen Pardo Salgado es una profesora de historia de la música, teórica e investigadora española. Es docente en la Universidad de Gerona. Ha traducido y editado los escritos del compositor John Cage, ha publicado sobre otros compositores como lannis Xenakis, Karlheinz Stockhausen y György Ligeti y sobre la globalización en la música. Investiga también la relación entre el arte contemporáneo y la tecnología.

## Biografía
Estudió el doctorado en filosofía en la Universidad de Barcelona de dónde se tituló en 1994 con la tesis "Del sonido en Platón al silencio de Cage: modulaciones de una distancia".
Realizó una estancia de investigación postdoctoral en la unidad IRCAM-CNRS de París (1996-1998) donde investigó sobre los nexos entre la música contemporánea y la tecnología. Se hizo cargo de la edición y traducción de los escritos del compositor John Cage en la serie Escritos al oído (1999).
Pardo Salgado también ha participado como organizadora de eventos y congresos internacionales de música. En el año 2000 coordinó Músicas, artes y tecnologías: por una aproximación crítica en Barcelona y Montpellier; en el año 2003 en Barcelona, organizó un espectáculo titulado Bosque Sonoro: Homenaje a John Cage; también organizó Esto llamado ... música minimal ... y otros; Música en la noche: Schubert / Feldman en los años 2006, 2008 y 2009, en Madrid; así como Night of the Electroacoustic Music en Bruselas, en el año 2008; así como otros más.
Actualmente es profesora titular de la Universidad de Gerona y profesora del Máster en Arte Sonoro de la Universidad de Barcelona.

## Publicaciones
- John Cage. Escritos al oído (presentación, edición y traducción), Colección de Arquilectura (38). Colegio oficial de Aparejadores y Arquitectos Técnicos: Murcia, 1999.
- La escucha oblicua: una invitación a John Cage. Colección Letras Humanas. Universitat Politècnica de València: Valencia, 2001.
- Robert Wilson. Barcelona: Polígrafa, 2003.
- En el mar de John Cage. Barcelona: La Central, 2009.
- Las TIC: una reflexión filosófica. Barcelona: Laertes, 2009.
- En el  silencio de la cultura. Sexto Piso: 2016.